# Penicillium roqueforti
Penicillium roqueforti is een schimmelsoort die hoort tot het geslacht Penicillium.
De soort wordt gebruikt om blauwschimmelkazen zoals Roquefort, Danish Blue en Stilton aan de binnenkant van schimmel te voorzien. Daarmee draagt zij in hoge mate bij aan de karakteristieke smaak van deze kazen.

## Secundaire metabolieten
Het is al geruime tijd bekend dat deze schimmelsoort onder bepaalde condities schadelijke secundaire metabolieten kan produceren, zoals alkaloïden en andere mycotoxines. Ook het giftige aristolocheen en het potentieel neurotoxische roquefortine C vinden hun oorsprong in deze schimmel. Daarmee is niet gezegd dat deze stoffen in de kazen in schadelijke hoeveelheden voorkomen. In een risicoanalyse concludeerde de US Environmental Protection Agency: "P. roqueforti is een goedaardig organisme, dat geen ziektes veroorzaakt".

## Trivia
In menselijke uitwerpselen, gevonden in de zoutmijn van Hallstatt en gedateerd 2.700 v.Chr., zijn blauwschimmel en biergist aangetroffen. Dit wordt gezien als een aanwijzing, dat al in de brons- en ijzertijd deze technieken bij de voedselbereiding werden toegepast.